# BSS (компания)
BSS (Banks Soft Systems) — российская компания, основанная в 1994 году, специализируется в области разработки и внедрения автоматизированных систем дистанционного банковского обслуживания и управления финансами.
Направлениями деятельности компании являются дистанционное банковское обслуживание (ДБО), речевые и голосовые решения, информационная безопасность и ИТ-консалтинг.
Основные системы, которые предлагает Компания своим клиентам:
- «Digital2Go» и решения на ее базе (Digital2Corporate, Digital2SME, Digital2Retail, Digital2Business Mobile) — многофункциональная платформа для организации комплексного дистанционного обслуживания клиентов банка;
- «Расчетный Центр Корпорации (РЦК)» — полнофункциональное решение для автоматизации централизованного управления в режиме реального времени корпоративными финансами предприятий с территориальной и организационной структурой любой сложности;
- Линейка типовых решений BSS представлена различными подсистемами в составе комплексных систем, а также специализированными продуктами, в числе которых «Сервер Нотификации», «Брокер-Клиент», «FRAUD-Анализ» и др.;
- Digital2Speech — омниканальная диалоговая платформа, включающая голосового и текстового бота, речевую аналитику, голосовую биометрию, исходящие обзвоны.

Все продукты BSS являются отечественной разработкой, включены в Реестр российского ПО и зарегистрированы в Роспатенте.
В числе клиентов Федеральный портал Госуслуги.ру, МФЦ Кузбасса, Новосибирска, Нижнего Новгорода, Ульяновска, Владивостока, Перьми, Тулы, Сахалина.
Компания BSS включена в список системообразующих организаций в сфере ИКТ РФ. Решения BSS используют более чем 50% банков и филиалов России и ближнего зарубежья (Белоруссия, Казахстан, Узбекистан), в том числе 9 из 13 системообразующих банков РФ. 
Госуслуги (МФЦ): автоматизирована работа контакт-центров около 20 региональных МФЦ, включая Санкт-Петербург, Московскую обл., Новосибирская обл. и др.
Здравоохранение: автоматизирована работа горячих линий более 10 региональных управлений здравоохранения, в том числе в Новосибирской, Кемеровск и Нижегородской областях.
Телеком: Триколор, Ростелеком.
Электронная коммерция: Rent-a-Ride.
Деятельность Компании BSS высоко оценивается независимыми рейтинговыми агентствами:
- Третий год подряд интернет-банк Ак Барс Бизнес Драйв, созданный на базе Digital2SME, входит в список лучших по результатам рейтинга Business Internet Banking Rank 2021, (Markswebb, 2021)[3]
- Топ-5 рейтинга (4 место) крупнейших и самых динамично растущих FinTech-компаний России по версии Smart Ranking (2021)[4]
- Топ-15 ведущих российских разработчиков программного обеспечения по итогам 2020 года (RAEX, 2021)[5]
- Топ-25 в рейтинге «Крупнейшие ИТ-разработчики России 2020» (CNews Analytics, 2021)[6]